# Sophronica binigromaculipennis
Sophronica binigromaculipennis là một loài bọ cánh cứng trong họ Cerambycidae.